# Хименес, Милиан
Милиан Химинес (нидерл. Mylian Jimenez; род. 13 января 2003, Неймеген, Гелдерланд) — нидерландский футболист, полузащитник клуба АДО Ден Хааг.
Милиан родился в семье колумбийца и нидерландки.

## Клубная карьера
Хименес — воспитанник клубов «Унион» и ПСВ. 3 мая 2021 года в матче против ТОП Осс он дебютировал за дублирующий состав последних в Эрстедивизи. Летом 2024 года Хименес заключил соглашение с датским клубом «Ольборг». 19 июля в матче против «Норшелланна» он дебютировал в датской Суперлиге.
7 августа 2025 года перешёл в АДО Ден Хааг, подписав трёхлетний контракт до 2028 года с возможностью продления ещё на один сезон.